# Thomas Janssen
Thomas Janssen (1978-) es un botánico y pteridólogo alemán, que ha trabajado extensamente en la taxonomía de las ciateáceas. Desarrolla sus actividades académicas en el "Instituto de Investigación Senckenberg", Departamento de Botánica. Posee un PhD binacional del Muséum national d'histoire naturelle (París) y de la Universidad de Göttingen, otorgado en el 2007. En 2003 obtuvo el diploma de estudios profundos (DEA) de sistemática animal y vegetal en el Museo Nacional de Historia Natural de Francia, y en 2002, la maestría de fisiología y biología celular, en la Escuela Normal Superior de París (Universidad de París VI).

## Algunas publicaciones
- Janssen T, Kreier H-P, Schneider H. 2007. Origin and diversification of African ferns with special emphasis on Polypodiaceae. Brittonia 59: 159-181
- Janssen T, Rakotondrainibe F. 2006. A revision of the fern family Cyatheaceae in the Mascarenes. Adansonia 28: 213-241
- Janssen T. 2006. A moulding method to preserve tree fern trunk surfaces including remarks on the composition of tree fern herbarium specimens. Fern Gazette 17: 283-295
- Bremer K, Janssen T. 2006. Gondwanan origin of major monocot groups inferred from dispersal-vicariance analysis. ALISO: Monocots Proc. 22: 22-27
- Janssen T, Schneider H. 2005. Exploring the evolution of humus collecting leaves in drynarioid ferns (Polypodiaceae, Polypodiidae) based on phylogenetic evidence. Plant Systematics and Evolution 252: 175-197
- Schneider H, Janssen T, Hovenkamp P, Smith AR, Haufler CH, Ranker TA. 2004. Phylogenetic relationships of the enigmatic Malesian fern Thylacopteris (Polypodiaceae, Polypodiidae). International J. of Plant Sci. 165(6): 1077-1087
- Janssen T, Bremer K. 2004. The age of major monocot groups inferred from 800+ rbcL sequences. Bot. J. of the Linnean Soc. 146: 385-398

### Capítulos de libros
- Janssen T. 2009. Cyathéacées. En: Badré F (ed.) Flore des Mascareignes - Ptéridophytes, IRD éditions, París
- Anderson C, Janssen T. Monocots. En: Hedges SB, Kumar S (eds.) The Timetree of Life, Oxford University Press, Oxford

### Libros
- Janssen, T; Alfred Wulf. 1999. Zur Bedeutung von Misteln im Forstschutz: ein Vergleich nordamerikanischer und europäischer Arten : Schaden, Kontrolle, Gefahrenpotential und Quarantäneaspekte unter besonder Berücksichtigung der Zwergmistelgattung Arceuthobium (Sobre la importancia de muérdago en la protección de los bosques: una comparación de América del Norte y de tipo europeo: el daño, el control, el riesgo y los posibles problemas de cuarentena, con especial referencia al muérdago enano género Arceuthobium). Ed. Parey Buchverlag. 142 pp. ISBN 3826332539
- 2007. Scaly Tree ferns (Cyatheaceae) of Madagascar: diversity, phylogeny and biogeography. Ed. Botanique. 407 pp.

- La abreviatura «Janssen» se emplea para indicar a Thomas Janssen como autoridad en la descripción y clasificación científica de los vegetales.[1]